# Servo d'amore
Servo d'amore è un film per la televisione trasmesso in prima visione su Rai 2 il 3 settembre 1995, con Remo Girone, Ottavia Piccolo, Paola Pitagora, Valentina Forte, diretto da Sandro Bolchi.